# Не грузи
«Не грузи» — пісня українського поп-рок-гурту O.Torvald, що була видана як окремок у березні 2009 року, і потрапила до ротацій радіохвиль. До пісні був відзнятий відеокліп. Того ж 2009 відеокліп вперше потрапив до ефіру музичного телеканалу M1. На даний момент має 36 155 переглядів.

## Відеокліп
Зйомка відео була завершена взимку 2009 року. Відеокліп було відзнято у Маріїнському парку міста Києва. На початку відео показано Євгена Галича, що йде засніженою дорогою у парку, і пізніше до нього по-черзі приєднуються й інші музиканти колективу. Згідно з текстом пісні відеокліп передає атмосферу сумної пори року зими. З 2009 року відео було показане на телеканалах M1 та A-ONE. Режисером виступив Алекс Баєв.

## Учасники запису
- Євген Галич
- Денис Мізюк
- Микола Райда
- Олександр Нечипоренко
- Володимир Яковлєв
- Ігор Одарюк
- Алекс Баєв — продюсер